# Hindenburg (film)
Hindenburg è un film del 1975, diretto da Robert Wise. Si basa sull'incidente realmente accaduto il 6 maggio del 1937 al dirigibile zeppelin LZ 129 Hindenburg. È uscito nelle sale il giorno di Natale del 1975.

## Trama
Nel 1937 Hitler, a causa dell'embargo statunitense che limita l'importazione dell'elio è costretto a gonfiare i dirigibili con l'idrogeno, di cui la Germania dispone ma che è molto infiammabile e pericoloso, e per questo necessita delle materie prime fornite dall'azienda chimica americana Van Zandt. In Germania inoltre vi è un gruppo di dissidenti che, per incrinare agli occhi del mondo la potenza tedesca, intende sabotare il dirigibile, facendolo esplodere al suo arrivo a New York con una bomba a tempo. Le storie personali dei passeggeri si incroceranno durante il viaggio e nella tragedia che si consumerà al momento dell'esplosione.

## Riconoscimenti
- 1976 - Premio Oscar
  - Miglior montaggio sonoro (Oscar Speciale) a Peter Berkos
  - Migliori effetti speciali (Oscar Speciale) a Albert Whitlock e Glen Robinson
  - Nomination Migliore fotografia a Robert Surtees
  - Nomination Migliore scenografia a Edward C. Carfagno e Frank R. McKelvy
  - Nomination Miglior sonoro a Leonard Peterson, John A. Bolger Jr., John L. Mack, Don Sharpless